# Quách Thu Phương
Quách Thị Lan Phương (sinh năm 1977 tại Hòa Bình), thường được biết đến với nghệ danh Quách Thu Phương, là một nữ diễn viên người Việt Nam. Cô được biết đến qua những vai diễn trong một số bộ phim truyền hình như Của để dành, Đừng bắt em phải quên và Hương vị tình thân. Cô từng được mệnh danh là "giai nhân màn ảnh Việt" nhờ sở hữu vẻ đẹp dịu hiền, thanh tú kiêu sa, phảng phất nét buồn ưu tư, hoài niệm. Hiện cô đang công tác và làm việc tại Nhà hát Tuổi trẻ.

## Tiểu sử
Quách Thu Phương sinh ra và lớn lên tại huyện vùng núi Yên Thủy, tỉnh Hòa Bình trong một gia đình không ai theo nghệ thuật. Cô đến với sân khấu một cách tình cờ sau một đợt tuyển diễn viên của Đoàn kịch Hà Tây. Quách Thu Phương vốn là một diễn viên kịch và là một trong những gương mặt sáng giá của Nhà hát Tuổi trẻ, cô từng tham gia những vở diễn như Vũ nữ đêm giao thừa, Diễm 500 đô và Kiều Loan.
Năm 1998, cô để lại nhiều dấu ấn trong lòng khán giả với vai Lan trong bộ phim truyền hình Của để dành của đạo diễn Đỗ Thanh Hải.
Tuy nhiên khi đang ở đỉnh cao của sự nghiệp, Quách Thu Phương bất ngờ rút lui khỏi màn ảnh nhỏ để dành nhiều thời gian hơn cho việc chăm sóc con cái.
Năm 2019, tại Liên hoan sân khấu quốc tế thử nghiệm lần thứ tư diễn ra vào tháng 10, cô đoạt huy chương vàng với vai chính trong vở Dưới cát là nước.
Năm 2020, Quách Thu Phương chính thức quay trở lại sự nghiệp diễn xuất sau nhiều năm vắng bóng với vai Ngân trong bộ phim Đừng bắt em phải quên.
Năm 2021, cô đóng vai bà Xuân - một người mẹ có tính cách trẻ con, nghĩ ngắn, nông nổi và cả tin trong bộ phim Hương vị tình thân.

## Đời tư
Quách Thu Phương kết hôn từ khá sớm khi mới 21 tuổi, tuy nhiên do quá nhiều áp lực, cả hai đã quyết định ly hôn. Cô mang theo con gái từ đoàn kịch Hà Tây lên Hà Nội lập nghiệp và làm việc ở Nhà hát Tuổi trẻ.
Đến năm 2010, cô tái hôn với người chồng thứ 2 không làm trong lĩnh vực nghệ thuật. Cả hai sau đó có với nhau một bé trai.

## Phim đã tham gia
| Năm  | Tên Phim                                | Vai diễn       | Kênh                               | Đoàn làm phim | Chú thích |
| ---- | --------------------------------------- | -------------- | ---------------------------------- | --- | --------- |
| 1996 | Sống mãi với thủ đô                     | Nhân           | Hanoi TV VTV1 VTV3 VCTV2 VTC1 HTV7 | - Đạo diễn: Lê Đức Tiến, Nguyễn Thế Vĩnh |           |
| 1996 | Cha tôi và hai người đàn bà             | Huyền          |                                    | - Đạo diễn: Vũ Châu - Diễn viên khác: Lê Công Tuấn Anh, Minh Hòa                                                                                                 | [ 15 ]    |
| 1997 | Hà Nội mùa đông năm 46                  | Lê             | VTV1 HTV7                          | - Đạo diễn: Đặng Nhật Minh |           |
| 1997 | Tình đất lòng người                     | Hạnh           | VTV1                               | - Đạo diễn: Vi Hòa - Diễn viên khác: Minh Hằng, Quyền Linh, Thanh Tùng, Quang Tú, Vũ Tăng, Hồng Giang, Công Bảo                                                  |           |
| 1997 | Mây trắng ánh sao                       | Sao            | VTV3                               | - Đạo diễn: Nguyễn Thế Vĩnh - Diễn viên khác: Ngọc Thoa, Huệ Hát, Nguyễn Văn Bộ, Minh Nguyệt, Trần Lợi                                                           |           |
| 1998 | Của để dành                             | Lan            | VTV3                               | - Đạo diễn: Đỗ Thanh Hải - Diễn viên khác: Anh Tú | [ 16 ]    |
| 1999 | Dưới tán rừng lặng lẽ                   | Ngàn           | VTV3                               | - Đạo diễn: Nguyễn Quang - Diễn viên khác: Mạnh Cường |           |
| 2000 | Những người con hiếu thảo               | Thi            | VTV3                               | - Đạo diễn: Trần Phương - Diễn viên khác: Trung Hiếu, Trần Tiến, Kim Hoàn, Minh Phương, Chu Xuân Hoan, Thanh Tú                                                  |           |
| 2001 | Vết trượt                               | Thư            | VTV3                               | - Đạo diễn: Vũ Minh Trí - Diễn viên khác: Hoàng Hải |           |
| 2001 | Lời thề Hippocrat                       | Trinh          | HanoiTV HTV9                       | - Đạo diễn: Phạm Thanh Phong |           |
| 2002 | Chuyện ngày xưa                         | Vân Trinh      | VTV3                               | - Đạo diễn: Đỗ Thanh Hải - Diễn viên khác: Phạm Cường |           |
| 2002 | Thiếu phụ chưa chồng                    | Tuyết          |                                    | - Đạo diễn: Vũ Châu |           |
| 2002 | Tết này ai đến xông nhà                 | Cô gái 100 USD |                                    | - Đạo diễn: Trần Lực | [ 17 ]    |
| 2003 | Cảnh sát hình sự: Phía sau một cái chết | Hiền           | VTV3                               | - Đạo diễn: Trọng Trinh - Diễn viên khác: Trọng Trinh, Minh Tiệp, Minh Châu, Hà Văn Trọng, Hữu Độ, Mỹ Duyên, Đăng Khoa, Thanh Tú, Viết Liên, Thu Nga, Trần Chung | [ 18 ]    |
| 2004 | Quỳnh Chi và Lệ Chi                     | Lệ Chi         | VTV3                               | - Đạo diễn: Cao Mạnh - Diễn viên khác: Hoa Thúy |           |
| 2005 | Điệp vụ thứ nhất                        | Kiều Mai       | VTV3                               | - Đạo diễn: Nguyễn Quang |           |
| 2008 | Chít và Pi                              | Kim Như        | VTV3                               | - Đạo diễn: Ngô Quang Hải - Diễn viên khác: Vũ Phan Anh |           |
| 2020 | Đừng bắt em phải quên                   | Bà Ngân        | VTV1 VTV3                          | - Đạo diễn: Vũ Minh Trí - Diễn viên khác: Hoàng Hải, Kim Oanh, Quỳnh Kool, Thanh Sơn                                                                             | [ 19 ]    |
| 2021 | Hương vị tình thân                      | Bà Thanh Xuân  | VTV1                               | - Đạo diễn: Nguyễn Danh Dũng - Diễn viên khác: Trịnh Mai Nguyên, Phương Oanh, Mạnh Trường, Thu Quỳnh                                                             | [ 20 ]    |
| 2022 | Đấu trí                                 | Bà Liên        | VTV1                               | - Đạo diễn: Nguyễn Danh Dũng, Bùi Quốc Việt - Diễn viên khác: Trung Anh, Trần Nhượng, Trịnh Mai Nguyên, Tú Oanh                                                  |           |
| 2023 | Đừng nói khi yêu                        | Bà Thúy        | VTV3                               | - Đạo diễn: Bùi Tiến Huy - Diễn viên khác: Xuân Trường, Đình Tú                                                                                                  |           |
| 2024 | Lỡ hẹn với ngày xanh                    | Vũ Thu Lê      | VTV1                               | - Đạo diễn: Trần Hoài Sơn - Diễn viên: Huỳnh Anh, Lê Bống, Trịnh Mai Nguyên                                                                                      |           |
| 2025 | Đồng hồ đếm ngược                       |                | VTV3                               | - Đạo diễn: Bùi Tiến Huy, Trọng Trinh - Diễn viên: Thanh Sơn |           |